# Nandrolon
Nandrolon, (Deca Durabolin), der også betegnes Deca er et anabolt steroid og et naturligt forekommende steroidhormon. Det er kraftigt virkende muskelopbyggende, testosteron-lignende stof, der er et vidt udbredt og det mest anvendte doping middel. Den kemiske betegnelse for Deca Durabolin er decanoat-esteren af
nandrolon (17β-Hydroxyestra-4-en-3-on), se strukturformlen.
Durabolin (et analogt anabolt steroid), som er mindre udbredt, er phenylpropionat-esteren af nandrolon.

## Kendte bivirkninger
Impotens har medført betegnelsen "decadick".